# Makaza
Makaza (în bulgară Маказа, în greacă Μακάζα), denumită în trecut și Balkan Toresi, este o trecătoare montană în estul Munților Rodopi, trecătoare ce leagă Bulgaria centrală de Grecia nord-estică și astfel regiunile Tracia de Nord și de Vest. Pasul Makaza este parte a Coridorului Pan-European IX, ce leagă orașul finlandez Helsinki de portul grecesc Alexandroupolis de la Marea Egee. Frontiera dintre Bulgaria și Greece trece prin punctul de maximă altitudine al trecătorii, la 468 m peste nivelul mării.
Pasul Makaza pornește din satul bulgăresc Strijba din comuna Kirkovo, regiunea Kărdjali, și se termină în orașul grecesc Komotini, reședința regiunii Macedonia de Est și Tracia. Ea furnizează astfel acces rapid din Bulgaria centrală către Marea Egee, la circa 30 km de Komotini, și la autostrada grecească Egnatia Odos. Distanța dintre Kărdjali și Komotini prin Makaza este de circa 70 km și parcurgerea ei durează aproximativ o oră și 15 minute cu autovehiculul. Pasul trece printr-o șa de roci metamorfice ce separă masivele Maglenik și Ghiumiurdjinski Snejnik ale Rodopilor de Est.
La 20 noiembrie S.V. 7 noiembrie 1912, pasul Makaza a fost locul unei importante bătălii a Primului Război Balcanic, bătălia de la Balkan Toresi, o victorie bulgărească împotriva otomanilor, prin care s-a întărit controlul bulgăresc asupra Rodopilor de Est și care a condus la invazia bulgărească a Traciei de Vest. Pasul a fost închis după sfârșitul celui de al Doilea Război Mondial, când Bulgaria și Grecia au ajus despărțite de Cortina de Fier. Eforturile de redeschidere a pasului au fost reluate în 1995 și construcția de drumuri noi a început după încă zece ani.
Drumurile noi prin trecătoare, ca și punctul de trecere a frontierei Makaza–Nymfaia au fost deschise traficului la 9 septembrie 2013. Până la terminarea drumului care face legătura cu Egnatia Odos, punctul de trecere a frontierei Makaza este deschis doar pentru autoturisme și pentru vehicule cu masa totală admisă de până la 3,5 tone. Controlul de frontieră se efectuează doar o singură dată la fiecare trecere (în comun de către autoritățile bulgare și grecești), ceea ce scurtează durata de control la circa 2–3 minute. Noul punct de trecere a frontierei are ca scop îmbunătățirea legăturilor economice și turistice între regiunile învecinate din cele două țări.
Makaza–Nymfaia este al șaselea punct de trecere a frontierei între Bulgaria și Grecia, alături de Kulata–Promachonas, Ilinden–Exochi, Zlatograd–Thermes, Ivailovgrad–Kyprinos și Svilengrad–Ormenio.